# Josa bryantae
Josa bryantae là một loài nhện trong họ Anyphaenidae.
Loài này thuộc chi Josa. Josa bryantae được Lodovico di Caporiacco miêu tả năm 1955.